# Академический симфонический оркестр Львовской филармонии
Академический симфонический оркестр Львовской национальной филармонии — один из старейших симфонических оркестров Украины.

## Предпосылки создания
Львов — старинный европейский город, в культуре которого музыка всегда занимала приоритетный статус. 
Профессионализация светской концертной жизни в многонациональном Львове отмечена разными этапами и сопутствующими формами. Её истоки связаны с созданием в XV-XVI веках цеха городских трубачей и цеха музыкантов, объединивших итальянскую, сербскую и еврейскую капеллы. Эти объединения послужили основой для создания постоянных высокопрофессиональных музыкальных коллективов и учреждений, которые действуют и сегодня.
В 1796 году композитор, педагог, скрипач и дирижёр Юзеф Эльснер (1769–1854) инициировал создание первой во Львове Музыкальной Академии, деятельность которой имела немало общего с филармоническими обществами европейского типа. Она стала первой в городе концертной организацией, объединившей профессиональных музыкантов и образованных любителей.
С организацией и развитием концертной деятельности в городе тесно связано имя легендарного польского скрипача Кароля Липинского (1780–1861), которого по праву считали достойным соперником Никколо Паганини. В 1799 году он стал первым скрипачом, концертмейстером Львовского оперного театра, а с 1811 — его капельмейстером, директором оркестра. Именно Липинский был инициатором создания симфонического оркестра, сопровождавшего проведение крупных ярмарочных торгов («священнослужебных контрактов»). Впоследствии, по завершении блестящих европейских турне, скрипач активно участвовал в музыкальной жизни города, выступая в сопровождении оркестра Галицкого филармонического общества.
Благодаря музыкальным инициативам младшего сына В. А. Моцарта — Франца Ксавера Моцарта (1791-1844), который с 1808 года в течение около 30 лет жил и творил во Львове, организованные публичные концерты в этом городе стали проводиться на регулярной основе.
В музыкальную историю Львова он вошёл, прежде всего, как педагог и организатор музыкальной жизни города. По его инициативе в 1826 году было основано «Общество св. Цецилии», при котором существовали хор и институт пения. Одно из наиболее масштабных событий, организованных  обществом, — чествование памяти Вольфганга Амадея Моцарта 5 декабря 1826 года (в 35 годовщину смерти композитора). Деятельность Общества вдохновила формирование новых профессиональных центров организованной музыкально-художественной жизни. Симфонические концерты с участием профессиональных музыкантов и любителей музыки неоднократно организовывались «Обществом друзей музыки», основанным в 1834 году. Через несколько лет оно получило официальный статус под названием «Общество для развития музыки в Галичине», позже — «Галицкое музыкальное общество».
Его художественным директором (художественным руководителем) и дирижёром симфонических концертов стал Иоганнес (Ян) Рукгабер, а в 1842 году оркестр возглавили талантливые музыканты-любители: доктор юриспруденции Францишек Пьонтковский, позже — Йозеф Прминский и Кароль Гунглингер, Адольф Пфайффер, Генрих Руфф.
В 1858 году художественным директором и дирижёром оркестра Галицкого музыкального общества стал один из лучших учеников Фридерика Шопена — Кароль Микули (1821–1897), возглавлявший его почти 30 лет. Кроме того, в XIX веке в городе действовал ряд постоянных инструментальных коллективов: оркестры Львовского немецкоязычного театра и театра общества «Русская беседа», оркестры ряда музыкальных обществ («Февраль», «Эхо», «Гармония») и военные оркестры, которые, по традиции времени, имели полноценные симфонические составы. С этими коллективами во Львове выступали известные виртуозы, что свидетельствовало о высоком уровне музыкальной жизни города. Среди них были такие знаменитые гастролёры как Ференц Лист, Анри Вьетан,  Йозеф Иоахим, Генрик Венявский, Карл Таузиг, Артур Рубинштейн, 
Аличе Барби, Ганс фон Бюлов и многие другие.

## История оркестра

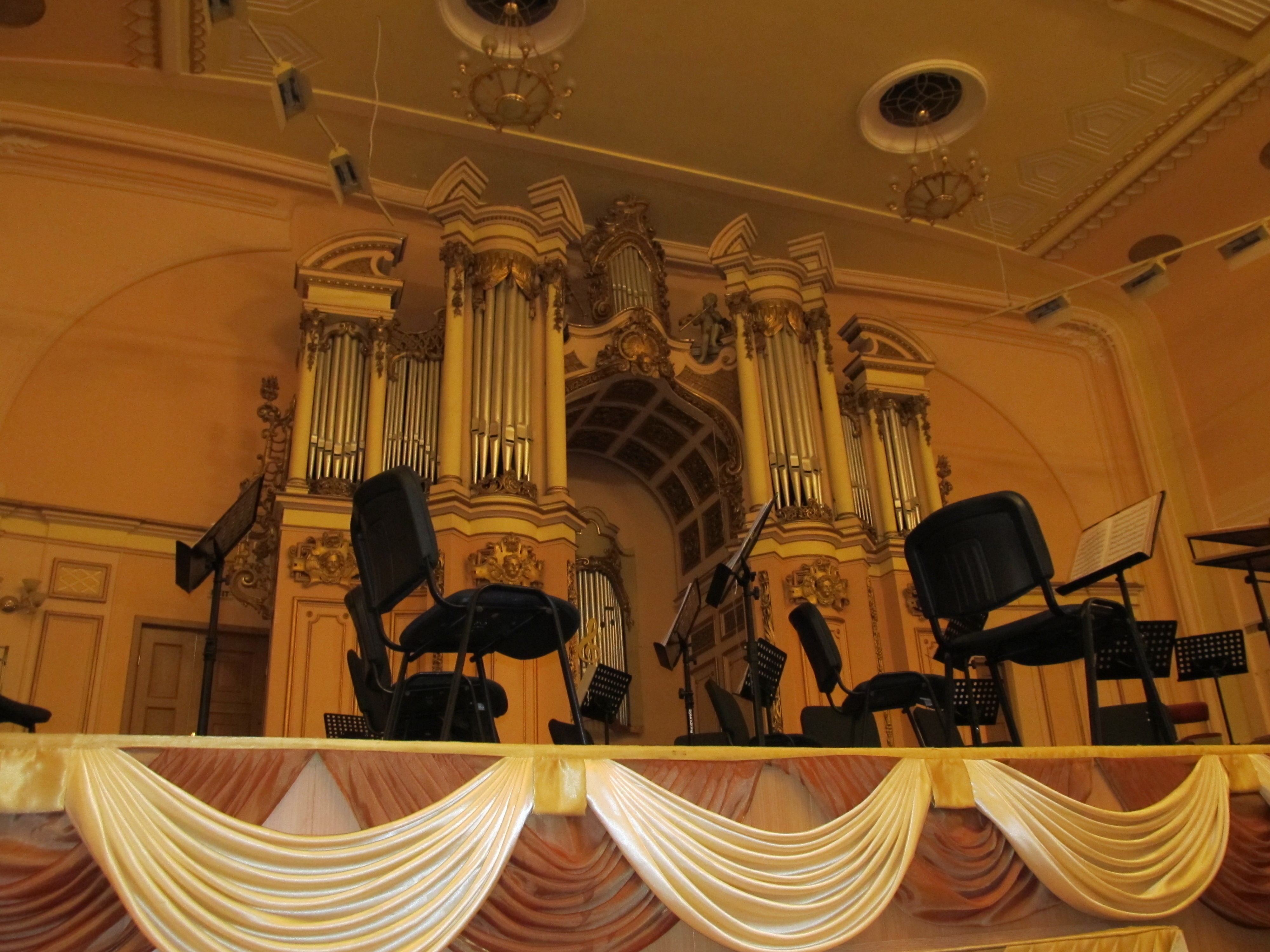
Концертный зал Львовской филармонии

Академический симфонический оркестр Львовской национальной филармонии имени Мирослава Скорика — коллектив с более чем столетней историей. Его «официальный» день рождения — 27 сентября 1902 года. В этот день, в специально перепланированном для филармонических нужд театре графа  Станислава Скарбека (сегодня в этом помещении действует Национальный драматический театр имени Марии Заньковецкой) состоялся первый концерт новообразованного коллектива. Театр со зрительным залом на 1240 мест, с большой подвижной сценой (160 м²), концертным органом, оснащённый электрическим освещением и центральным отоплением, служил отличным местом для публичных выступлений; роскошный интерьер дополняли фонтаны, кондитерская, буфет, ресторан и зимний сад.
Главным дирижёром оркестра стал талантливый и прогрессивный музыкант Людвик Челянский (1870-1931). Высокопрофессиональный коллектив состоял из 68 человек, в основном, выпускников Пражской консерватории. Наряду с ним за дирижёрским пультом работали Генрик Ярецкий и Генрик Мельцер-Щавинский.
В первый сезон состоялось более 114 концертов с участием оркестра; общее количество посетителей превысило 115 тысяч человек. В концертных программах звучали почти все симфонии Людвига ван Бетховена, симфонические полотна Феликса Мендельсона, Вольфганга Амадея Моцарта, Франца Петера Шуберта, Ференца Листа, Антонина Дворжака, Антона Брукнера, Густава Малера, Камиля Сен-Санса, Петра Чайковского, Рихарда Штрауса и многих других.
В качестве приглашённых дирижёров с львовским коллективом выступали Рихард Штраус, Густав Малер, Руджеро Леонкавалло, Мечислав Карлович, Лоренцо Перози. В частности, Рихард Штраус дирижировал оркестром 5 января 1903 года: прозвучали его собственные композиции — симфонические поэмы «Дон Жуан», «Смерть и просветление», любовная сцена из оперы «Погасшие огни», а также знаменитая Симфония №5 Людвига ван Бетховена. 2 апреля 1903 года львовским коллективом дирижировал Густав Малер. Программу концерта составили Симфония №7 и Увертюра «Леонора» Людвига ван Бетховена, «Римский карнавал» Гектора Берлиоза, увертюра к «Тангейзеру» Рихарда Вагнера и Первая симфония Густава Малера. Последняя прозвучала вновь и в следующем концерте (4 апреля). Кроме этого, музыканты исполнили Симфонию №7 Людвига ван Бетховена, увертюры и симфонические фрагменты из опер «Тристан и Изольда», «Тангейзер» и «Нюрнбергские мейстерзингеры» Рихарда Вагнера.
В мае 1903 года (7 и 9 мая) симфоническим оркестром дирижировал  Руджеро Леонкавалло. В программах его авторских концертов звучали фрагменты из опер «Паяцы» и «Медичи», «Неаполитанская сюита», «Старинная сюита» и симфоническая поэма «Серафита». После блестящего сезона оркестр отправился на гастроли в Краков, Лодзь, Варшаву и Вильнюс, где прекратил свое существование. Долгое время Львовская филармония не имела собственного оркестра. Её директор Леопольд Литинский попытался создать такой коллектив из числа лучших музыкантов военных оркестров нескольких местных пехотных полков, которые продолжили концертную деятельность филармонии в 1903—1904 гг. В последующие годы во Львове выступали, в основном, приглашённые коллективы, такие как Венский симфонический оркестр, Оркестр Венского Музикферайна, Венский и Мюнхенский Тонкюнстлероркестры, а также симфонический оркестр Варшавской филармонии. Кроме того, в городе состоялось несколько ярких премьер. Одна из них — премьера симфонии «Полония» Игнация Яна Падеревского (первое исполнение — 12 февраля 1909 года при участии Бостонского симфонического оркестра под управлением Макса Фидлера), которая прозвучала в 1910 году под управлением Генриха Опеньского в рамках I съезда польских музыкантов, посвященного 100-летию со дня рождения Фредерика Шопена.
В 1919—1939 гг. симфонический оркестр Консерватории Галицкого музыкального общества оставался практически единственным оркестром во Львове. Под эгидой Львовской Филармонии и Концертного бюро М. Тюрка время от времени выступал Большой симфонический оркестр Польского Союза Музыкантов, организованный ещё в 1921 году, состоявший из 106 инструменталистов (он объединил исполнителей из ГМО и Городского театра). Подготовкой программ занимались Бронислав Вольфсталь, Адам Солтыс, Альфред Штадлер, Милан Зуна.
В этот период, в частности, в концертном сезоне 1931/1932 гг., в результате экономического кризиса были расформированы музыкальные коллективы Городского театра. Музыканты присоединились к оркестру «Общества поклонников музыки и оперы», начав самостоятельную концертную деятельность рядом симфонических концертов. Коллектив выступал под руководством Гжегожа Фительберга, Матеуша Глинского, Антона Рудницкого, Якуба Мунда, Ежи Колачковского, Стефана Следзинского, а также приглашенных дирижёров — Казимежа Вилькомирского, Тадеуша Мазуркевича, Германа Шерхена, Яши Горенштайна и других. Согласно анонсам, «Инаугурационный» симфонический концерт воссозданного оркестра Львовской филармонии состоялся 20 ноября 1933 года. Руководил коллективом Адам Солтыс, в частности, в первом сезоне он сочетал функции директора и художественного руководителя. Активно работал с оркестром до 1938 года.
В этот период с симфоническим оркестром сотрудничали выдающиеся композиторы —  Морис Равель, Бела Барток, Кароль Шимановский, солисты — Антон Рубинштейн, Яков Мильштейн, Эжен Изаи,Пабло Казальс, вокалисты — Адам Дидур, Станислава Корвин-Шимановская и многие другие.

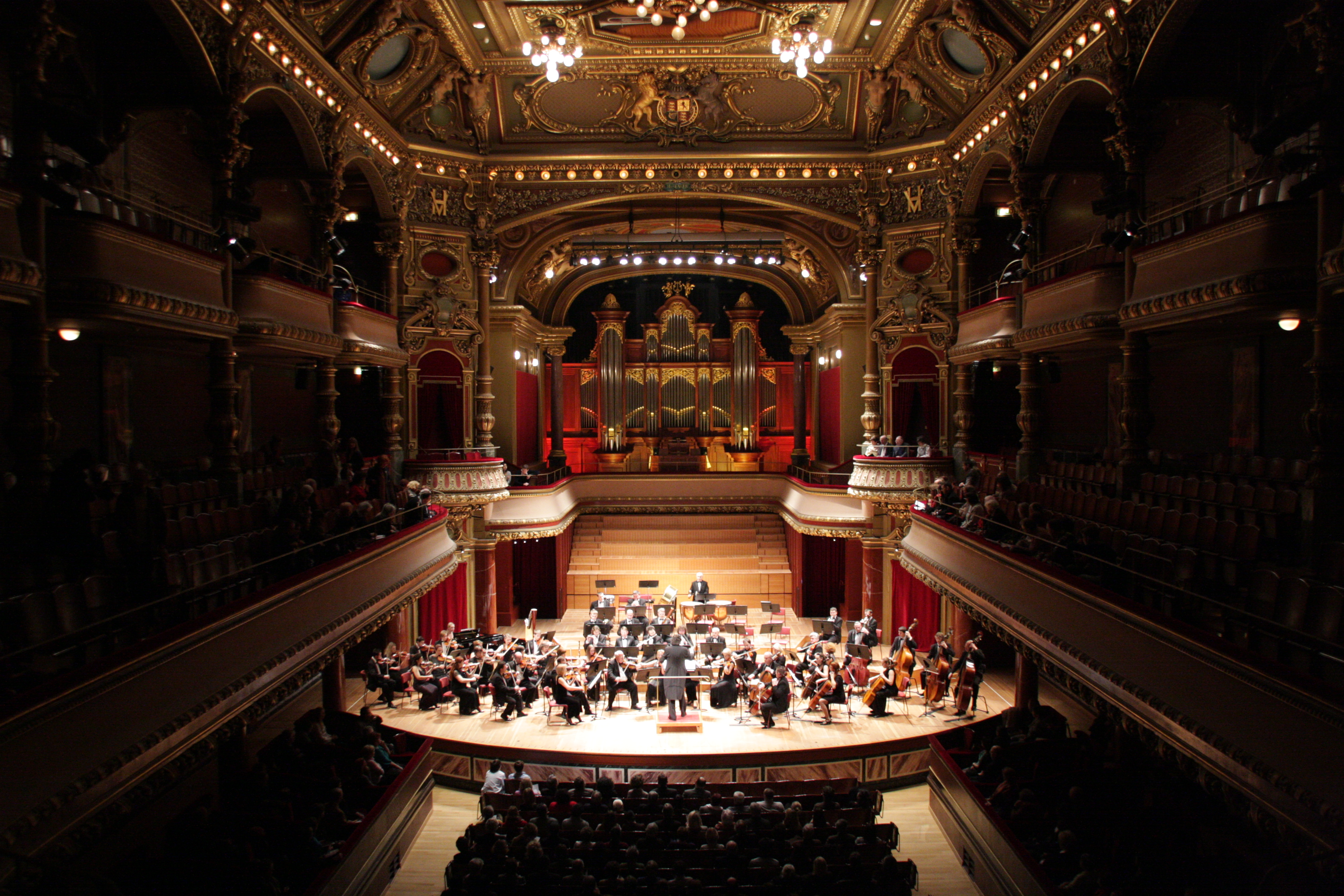
Академический симфонический оркестр Львовской филармонии, Женева (Зал «Виктория»)

С приходом советской власти, в декабре 1939 года было принято «Постановление №1545 Совета Народных Комиссаров (СНК) УССР от 19 декабря 1939 года об организации учреждений культуры и искусства в шести новообразованных западных областях Украины и проведении этой реорганизации Совнаркомом УССР и ЦК КП(б)У». Предполагалось учредить во Львове «государственную областную филармонию с симфоническим оркестром, украинской хоровой капеллой, с сектором эстрады и солистами».
Симфонический оркестр был создан при Областном радиокомитете. Впервые коллектив выступил 20 декабря 1939 под управлением Исаака Паина, 27-летнего дирижёра, выпускника Киевской консерватории. В начале 1940 года этот оркестр был реорганизован в симфонический оркестр Львовской государственной областной филармонии. Возглавил его Исаак Паин. Работать в оркестре также пригласили львовского дирижёра и композитора — Николая Колессу. 
В период немецкой оккупации, в 1941—1944 гг., филармония не действовала. В послевоенное время благодаря совместным усилиям Паина, Дионизия Хабаля, Нестора Горницкого и Николая Колессы оркестр был укомплектован заново. Коллектив возобновил работу в августе 1944 года. На первых концертах звучали произведения Станислава Людкевича, Василия Барвинского, Николая Лысенко, Станислава Монюшко, Камиля Сен-Санса, Петра Чайковского, Карла Марии фон Вебера и других композиторов.
На протяжении 1953—1957 гг. и впоследствии — в 1987—1989 годах дирижёром оркестра был Юрий Луцив. С 1964 по 1987 год симфонический оркестр возглавлял Демьян Пелехатый, плодотворно работавший с коллегами Романом Филипчуком и Игорем Симовичем. В 1989 году главным дирижёром оркестра стал Иван Юзюк, дирижёрами — Роман Филипчук и Ярема Колесса. В дальнейшем этот пост занимали Айдар Торыбаев, Илья Ступель, Тарас Криса. С 2018 года оркестр успешно сотрудничает с известным американским дирижёром украинского происхождения Теодором Кучаром, который в настоящее время является главным приглашённым дирижёром оркестра.
В 2006 году симфоническому оркестру Львовской национальной филармонии присвоено звание — «Академический». В 2018 году в рамках авторского концерта Мирослава Скорика, который состоялся при участии этого коллектива, Львовская филармония была удостоена статуса «национальной». С сентября 2020 года филармония носит имя этого выдающегося украинского композитора.
Концертмейстеры оркестра — заслуженный артист Украины Марко Комонько и Николай Гавьюк.
Начиная с 50-х годов с оркестром выступали известные музыканты XX века: Святослав Рихтер, Генрих и Станислав Нейгаузы, Эмиль Гилельс, Мария Юдина, Моисей Гринберг, Дмитрий Башкиров, Давид и Игорь Ойстрахи, Мстислав Ростропович, Юрий Лисс, Гидон Кремер, Леонид Коган, Наталья Гутман, Олег Полянский, Дмитрий Ткаченко, Роман Гриньков, Мирослава Которович, Александр Слободяник, Богодар Которович, Олег Крыса, Ольга Батистюк, Лидия Шутко, Йозеф Эрминь, Оксана Рапита, Етела Чуприк и другие. В сопровождении оркестра состоялись авторские концерты Дмитрия Кабалевского, Кшиштофа Пендерецкого, Анджея Никодемовича, Дмитрия Шостаковича, Альфреда Шнитке, Арама Хачатуряна, а также украинских музыкантов — Мирослава Скорика, Валентина Сильвестрова, Евгения Станковича, Игоря Щербакова.
Весомые страницы в истории оркестра посвящены сотрудничеству с известными дирижёрами, такими как Кирилл Кондрашин, Фуат Мансуров, Натан Рахлин, Лев Брагинский, Геннадий Рождественский, Рейнгольд Глиер, Евгений Мравинский, Энрике де Мор, Николае Попеску, Бруно д'Астоли, Наполео Сиес, Мичуоси Инсуэ, Кармен Мораль, Акис Балтис, Томас Зандерлинг, Курт Мазур, Саулюс Сондецкис, Симон Камартин, Миша Кац, Ганс Яскульский, Роман Ревакович, Теодор Кухар; а также с украинскими дирижёрами — Стефаном Турчаком, Николаем Покровским, Фёдором Глущенко, Игорем Блажковом, Романом Кофманом, Иваном Гамкало, Владимиром Кожухарём, Владимиром Сиренко, Николаем Дядюрой, Виктором Плоскиной, Хобартом Эрлом, Юрием Янко, Викторией Жадько. 
Симфонический оркестр Львовской национальной филармонии является постоянным участником международных фестивалей, в частности Международного фестиваля музыкального искусства «Виртуозы», Международного фестиваля современной музыки «Контрасты», Украинско-польского фестиваля «Открываем Падеревского» и т.д. Академический симфонический оркестр Львовской национальной филармонии является одним из самых больших музыкальных коллективов Украины, а также хорошо известен далеко за её пределами.
Оркестр успешно гастролировал во многих странах мира — в Польше, Италии, Испании, Франции, Швейцарии, Германии, Нидерландах и Китае. В течение нескольких последних сезонов оркестр осуществил ряд важных записей для крупных международных лейблов, включая Naxos и Brilliant Classics.

## Комментарии
1. ↑  Мазепа Т. Галицьке музичне товариство у культурно-мистецькому процесі ХІХ — початку ХХ століття. Дис. доктора мистецтвознавства: 26.00.01. — Київ, 2018. — P. 568 с.
2. ↑  Мазепа Л., Мазепа Т. Шлях до Музичної академії у Львові :  []. — Львів : “Сполом”, 2003.
3. ↑  Львівська філармонія: до і після століття. — Львів, 2006. — P. 13.
4. ↑  Симфонічний оркестр Львівської філармонії. Архивировано 2 ноября 2020 года.
5. ↑  Львовская национальная филармония. Архивировано 1 апреля 2022 года.
6. ↑  Львівській національній філармонії присвоїли ім'я Мирослава Скорика. zaxid.net. Архивировано 17 октября 2020.